# Мичуринский государственный педагогический институт
Мичуринский государственный педагогический институт (МГПИ) — высшее учебное заведение в городе Мичуринске, существовавшее как независимый институт с 1939 по 2011 год. В течение 1995—2011 годов оставался единственным высшим учебным заведением Тамбовской области педагогического профиля. Согласно распоряжению Правительства РФ № 1379-р от 3 августа 2011 года Мичуринский государственный педагогический институт реорганизован в форме присоединения института к Мичуринскому государственному аграрному университету в качестве структурного подразделения университета и переименован в Социально-педагогический институт (СПИ).

## История института
Мичуринский государственный педагогический институт ведет свою историю от учительского института, открытого в 1939 году в здании, в котором в начале XX века в городе Козлове (так тогда назывался Мичуринск) размещалась частная женская гимназия г-жи Е. П. Сатиной. Срок обучения в институте составлял 2 года и готовили в нем учителей пятых-седьмых классов для общеобразовательных школ.
Институт имел три отделения: физико-математическое, биологии и географии, русского языка и литературы. На первый курс было принято 190 человек. Первым директором института был назначен Владимир Арсентьевич Чаплин.
Осенью 1940 года в связи с острым недостатком педагогических кадров многие студенты после окончания первого курса выехали работать учителями в школы Тамбовской области. В 1941 году институт сделал первый выпуск учителей в количестве 150 человек.
В 1944 году в институте было открыто заочное отделение, на которое были приняты 198 человек. С 1945 года институт открыл прием на историческое отделение. Ежегодный прием и выпуск выросли до 300 человек. До 1953 года учительский институт подготовил 3926 учителей .
С 1946 по 1951 год директором института был Павел Александрович Малков (возглавлявший в 1939-1941 году Шадринский учительский институт).
В 1952 году институт был преобразован постановлением Совета Министров РСФСР в государственный педагогический. Среди факультетов нового высшего учебного заведения значились физико-математический, литературный и биолого-химический. Спустя три года факультет биологии и химии был укрупнён в связи с переводом из областного центра, а физико-математический факультет, наоборот, переведён в Тамбов. В 1959 году институт одним из первых в России стал вести подготовку учителей начальных классов.
За свою 70-летнюю историю Мичуринский государственный педагогический институт подготовил более 20 тысяч учителей для учебных заведений страны, в том числе около 800 учителей русского языка и литературы для национальных школ Киргизии и Таджикистана .

## Институт сегодня
В настоящее время подготовка педагогических кадров с высшим профессиональным образованием в институте осуществляется на очной и заочной формах обучения по 7 основным и 2 дополнительным специальностям, 5 направлениям подготовки бакалавров. В рамках реализуемых в МГПИ специальностей открыта 21 специализация. В образовательную структуру института входят три факультета, 13 кафедр, учебно-методический и научный отделы, отделы аспирантуры, дополнительного и дистанционного образования, многие другие. В институте работает около 200 преподавателей, из которых 125 докторов наук, профессоров и кандидатов наук, доцентов .
При учебном заведении действуют агробиостанция, библиотека с книжным фондом более 200 тысяч экземпляров, в структуре вуза — три учебных корпуса, где обучаются 3500 студентов, два общежития.
С начала 2010 года в администрации Тамбовской области, министерстве сельского хозяйства и министерстве образования и науки РФ прорабатывается вопрос объединения МГПИ с Мичуринским государственным аграрным университетом. Основанием для этого решения является федеральный закон о наукоградах, согласно которому в таком городе может быть только одно «градообразующее учебное заведение». 3 августа 2011 года Председатель Правительства РФ В. В. Путин подписал распоряжение о присоединении МГПИ вместе с аграрным колледжем и колледжем пищевой промышленности к МичГАУ. Согласно распоряжению, бывший МГПИ становится структурным подразделением МичГАУ и переходит в ведение Минсельхоза России. Реорганизация должна быть осуществлена в течение 6-месячного срока со дня подписания распоряжения. На основании приказа Минобрнауки РФ №2479 от 17.10.2011 г. Мичуринский государственный педагогический институт реорганизован в форме присоединения института к Мичуринскому аграрному университету в качестве его структурного подразделения.

## Структура
Факультеты
Факультет начальных классов
- Кафедра педагогики, психологии и методик дошкольного и начального обучения
- Кафедра педагогической лингвистики

Филологический факультет
- Кафедра русского языка
- Кафедра литературы
- Кафедра иностранных языков
- Кафедра истории
- Кафедра педагогики и психологии

Факультет биологии
- Кафедра биологии и основ сельского хозяйства
- Кафедра зоологии и экологии
- Кафедра химии

Общеинститутские кафедры
- Кафедра математических и технологических дисциплин
- Кафедра безопасности жизнедеятельности и медико-биологических дисциплин
- Кафедра физического воспитания

Аспирантура
Центр по работе с одаренными детьми
Агробиостанция

## Выпускники института
- Герасин, Виктор Иванович — советский и российский писатель (поэт и прозаик), публицист, член Союза писателей России.
- Гуслев, Георгий Данилович — Герой Советского Союза.
- Куланина Ольга — поэтесса-песенница, на её стихи исполняют песни Александр Малинин, Екатерина Семенова и др.[5]
- Попков, Василий Иванович — учёный-литературовед, филолог, краевед. Кандидат филологических наук, член Союза российских писателей, Союза журналистов России, член Союза краеведов, член правления Российского общества книголюбов, почётный профессор Мичуринского государственного педагогического института.
- Султанбекова, Чолпон Аалыевна — вице-премьер-министр Киргизии (с 11 ноября 2016 года).
- Соловченко, Алексей Евгеньевич — доктор биологических наук (МГУ им. М. В. Ломоносова).
- Энквист (Нарожиленко), Людмила Николаевна — чемпионка СССР (1991), олимпийская чемпионка Атланты в беге на 100 м с барьерами (1996).
- Синдеева, Наталья Владимировна — основатель, основной владелец и генеральный директор медиахолдинга «Дождь», в который входят телеканал «Дождь», интернет-издание Republic.ru и журнал «Большой город», сооснователь и генеральный продюсер радиостанции «Серебряный дождь», учредитель антипремии «Серебряная калоша».